# David Eduard Steiner
Pour les articles homonymes, voir Steiner.
David Eduard Steiner, né le 7 avril 1811 à Winterthour et mort dans la même ville le 5 avril 1860, est un artiste peintre suisse.

## Biographie
Il commence sa formation de peintre auprès de son père et poursuit ses études dès 1829 à l'académie de Munich. Il retourne à Winterthour en 1837.
Premièrement portraitiste, il s'adonne en 1840 à la peinture d'histoire et de paysage. Parmi ses œuvres, citons le tableau intitulé Ulrich Zwingli donnant la main à Martin Luther en signe d'amour fraternel (1856) pour la bibliothèque municipale de Winterthour. 
La Bibliothèque centrale de Zurich déteint quelques-uns de ses portraits. 

## Sources
- Tapan Bhattacharya, « Steiner, David Eduard » dans le Dictionnaire historique de la Suisse en ligne, version du 10 janvier 2012.
- « David Eduard Steiner », sur SIKART Dictionnaire sur l'art en Suisse.